# Сфінкс (порода кішок)
Сфінкс, канадський сфінкс, місячна кішка (англ. Kanadian sfynx, SFX)  — порода кішок, що виникла в результаті природної мутації.

## Історія
Вважають, що лисі кішки були відомі ацтекам. Наприкінці XIX століття в Мексиці зустрічалися такі кішки й називалися мексиканською безшерстою. Однак вони не збереглися. У 1966 році в Онтаріо (Канада) серед кошенят нормальної домашньої кішки було виявлене безшерсте кошеня. Однак первісне розведення кішок цієї породи зазнало невдачі. Порода була нечисленною, і заводчики не мали досвіду з розведення лисих тварин. У 1975 році в штаті Міннесота, у Вадені, від короткошерстої звичайної кішки народився лисий кіт, а пізніше така ж кішка. Вони потрапили в розплідник у штаті Орегон, де й поклали початок основним лініям канадських сфінксів. Знайдені голі кошенята на вулицях Торонто наприкінці 70-х років XX ст., поблизу місця виявлення перших сфінксів, були відправлені в Голландію, де стали засновниками європейської лінії породи. І європейські, й американські лінії схрещували як зі сфінксами, так і з девон рексами. Девони виявилися єдиною породою, при схрещуванні з якою вже в першому поколінні народжувалися лисі кошенята. Нових лисих кішок, знайдених у приплодах короткошерстих, дуже цінують і намагаються максимально використати для розведення. Порода визнана багатьма фелінологічними організаціями США: TICA, ACFA й іншими. Сьогодні більшість сфінксів реєструється в TICA. Канадські сфінкси мають округлені, плавні лінії тіла, що надає їм подібності з порцеляновими статуетками. Можливо, за це їх ще називають місячною кішкою.

## Розмноження
Кошенята народжуються вкритими тонкою ніжною шерстю, яка з віком зникає і залишається лише на певних місцях. Кінцівки часто криві, шкіра складчаста (навіть на хвості й лапах), з надлишком. Характерним є пізнє формування (до 2 років). Тривалість життя сфінксів така ж, як в інших кішок.

## Характер
Канадські сфінкси добродушні, миролюбні. Легко навчаються й можуть виконувати команди. Дуже прив'язуються до людини, люблять спілкуватися. Уживаються з іншими тваринами.
Вони надзвичайно чутливі до настрою господаря — можуть підтримати у складну хвилину або весело підняти настрій своєю активністю. Канадські сфінкси — це коти, які не бояться бути в центрі уваги: вони обожнюють, коли їх гладять, носять на руках або просто проводять з ними час.
Ці тварини дуже допитливі й завжди шукають нові враження: можуть досліджувати кожен куток оселі, спостерігати за тим, що ви робите, або навіть «допомагати» у хатніх справах. Завдяки своєму інтелекту й відкритості, вони легко адаптуються до змін у середовищі чи режимі дня.
Канадські сфінкси люблять тепло — як у прямому, так і в емоційному сенсі. Вони із задоволенням спатимуть під ковдрою, на колінах або біля батареї. Їм важливо бути частиною сім'ї, і самотність вони переносять важко. Тому цей кіт ідеально підходить для тих, хто багато часу проводить удома або шукає вірного, ласкавого компаньйона.

## Зовнішній вигляд
Кішки канадського сфінкса — це тонкокістні, але міцні тварини середнього розміру зі складчастою, гарячою на дотик шкірою. Тіло з добре розвиненою мускулатурою. Груди широкі. Живіт округлий, за формою нагадує грушу, створюючи враження, що кішка добре поїла.

### Лапи
Кінцівки пропорційні до тіла, сильні, мускулясті. Задні трохи довші, ніж передні. Передні кінцівки широко поставлені, трохи скривлені. Лапи овальні, з довгими, витонченими, добре розвиненими пальцями. Подушечки лап товстіші, ніж в інших порід, створюють враження, що кішка ходить на повітряних подушках.

### Хвіст
Хвіст дуже гнучкий, рухливий, загострений від тіла до кінця (щурячий хвіст). Допускається левиний хвіст (з пасмом шерсті на кінці).

### Голова
Голова середніх розмірів, у вигляді клина з округлими контурами, пласка між очима. Довжина голови трохи більша, ніж ширина. Профіль із легким стопом на переніссі. Морда округла, сильна, із чітко вираженими подушечками вусів і сильним підборіддям. Вилиці виражені. Вібриси звичайно обламані й короткі. Вуха дуже великі, насторожені, широкі в основі, кінці заокруглені. Внутрішня поверхня вушних раковин без шерсті. Невелика кількість шерсті допускається із зовнішнього боку й біля зовнішньої основи вух. Очі овальні, великі, витягнуті в напрямку до зовнішнього краю вух, глибоко й косо посаджені. Відстань між очима трохи більша, ніж розмір ока. Колір очей відповідає забарвленню. Шия мускулиста, сильна, трохи вигнута від лінії плечей до основи черепа.

### Шкіра
Шкіра товста, утворює складки, з видимістю безшерстності, на дотик нагадує замшу. Може бути вкрита дуже коротким м'яким тонким пухом, може мати пучок шерсті на кінці хвоста. Шкіра дуже складчаста в кошенят. З віком зморшки розгладжуються. У дорослих тварин зберігаються на голові, шиї, трохи на животі й тулубі. Чим більше складок, тим краще. Складчастість не повинна бути настільки вираженою, щоб впливати на нормальні функції кішки.

#### Шерсть
Шерсть зберігається у всіх сфінксів на носі, зі зворотного боку вух, допускається невелика кількість на кінцях лап (аж до щиколоток) і хвості. Смужка короткої шерсті йде уздовж спини. У самців мошонка вкрита довгою, прилеглою до тіла шерстю. Крім того, шерсть на цих місцях може з'являтися при неправильному годуванні, при зниженій температурі або при гормональних змінах у період дозрівання.

### Забарвлення
Забарвлення добре помітне завдяки сильній пігментації шкіри. Припустимими є всі забарвлення. Найпоширенішими є білі (виглядають рожевими), біколори й каліко (має три кольори). Рідше зустрічаються суцільні забарвлення й різні варіанти черепахових. Допускається білий медальйон на грудях. Колір очей будь-який, що гармоніює із забарвленням.

## Світлини

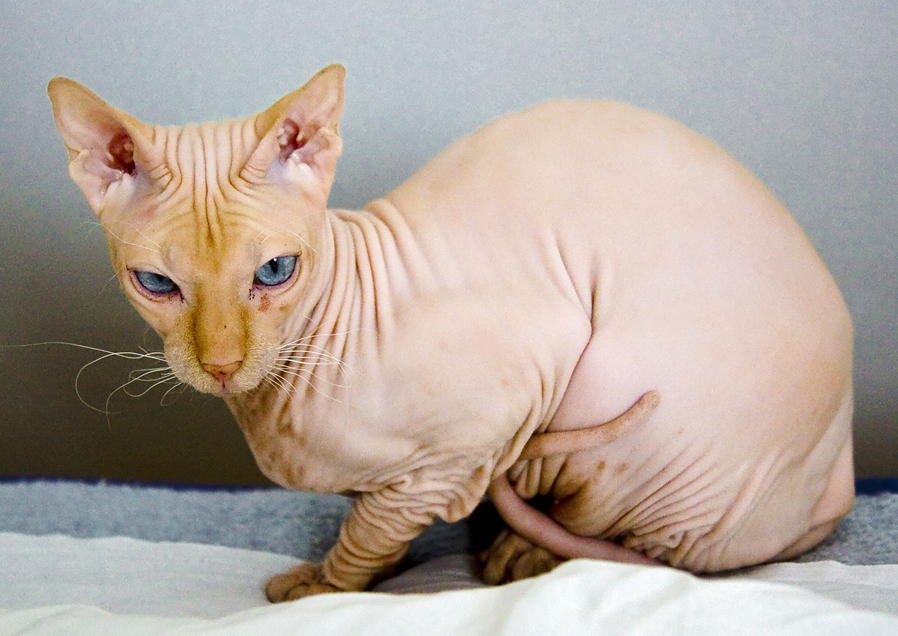
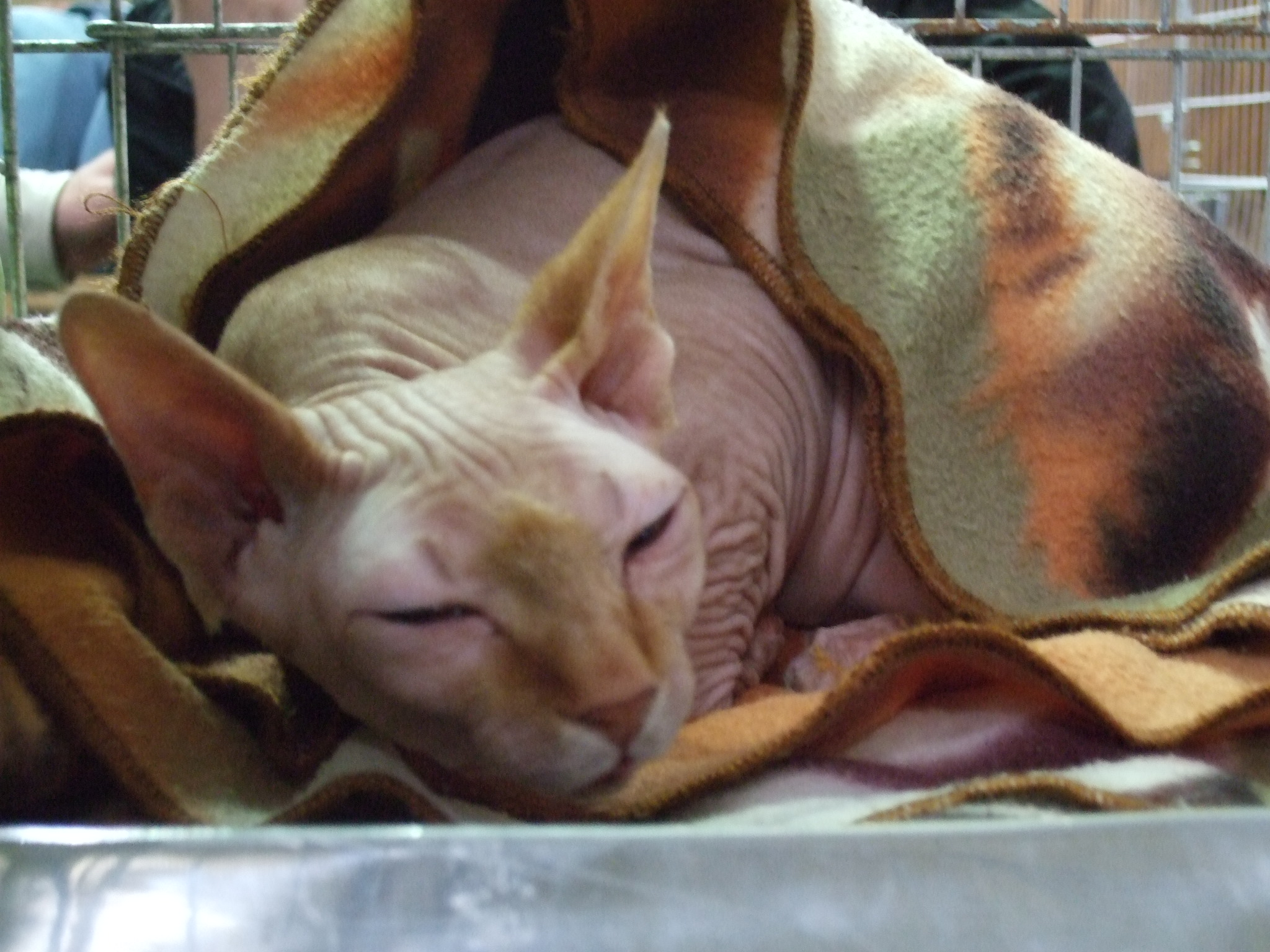
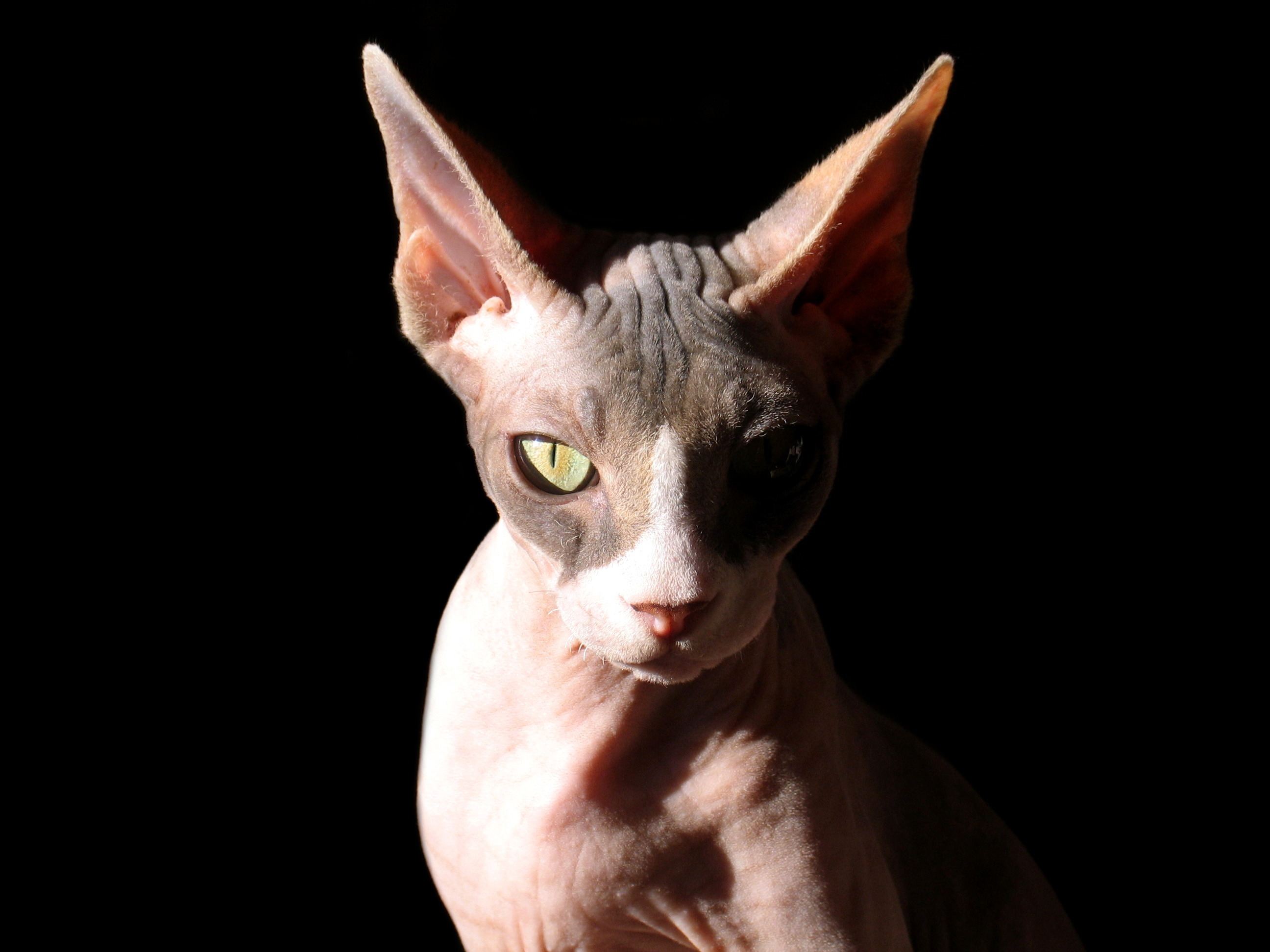
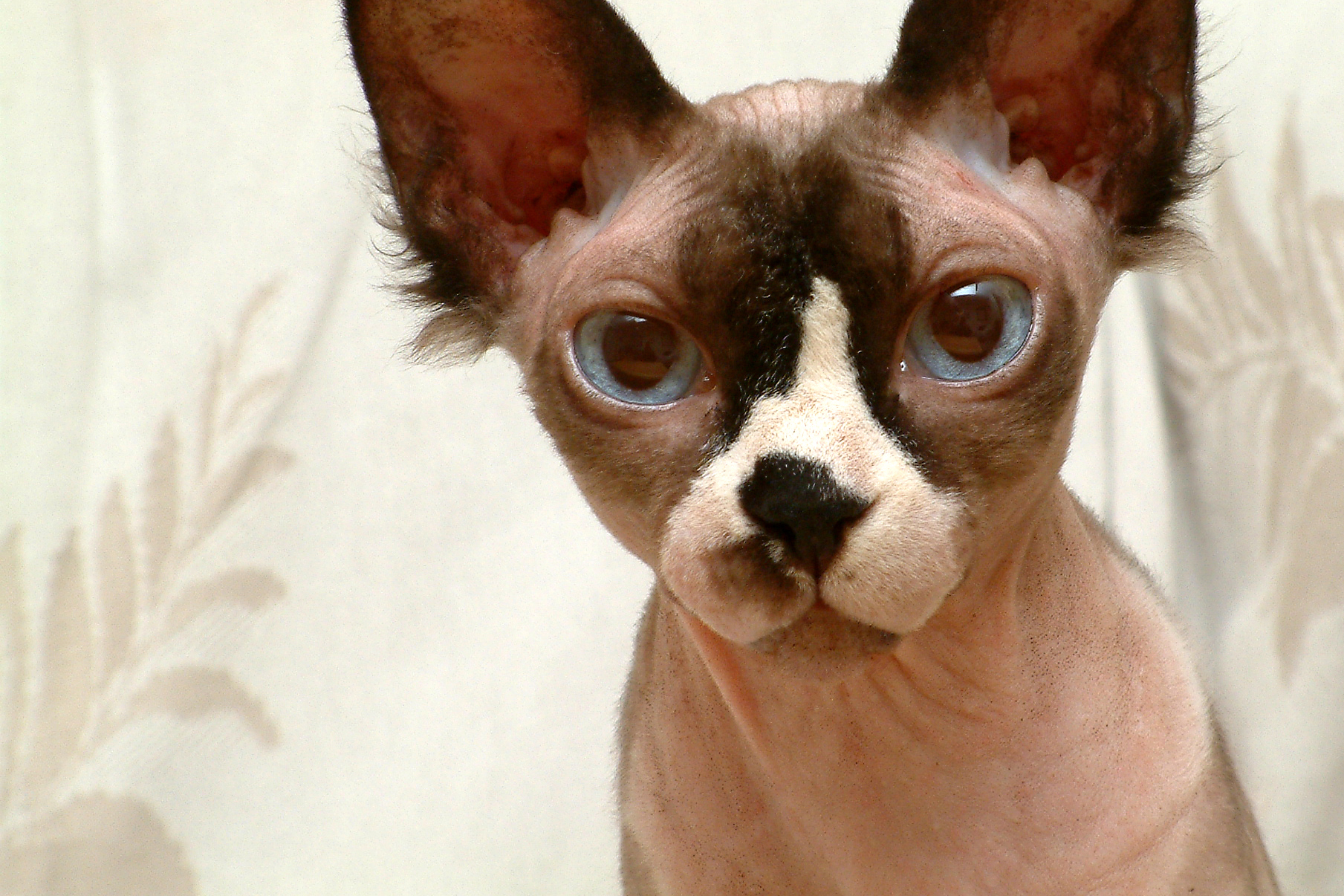
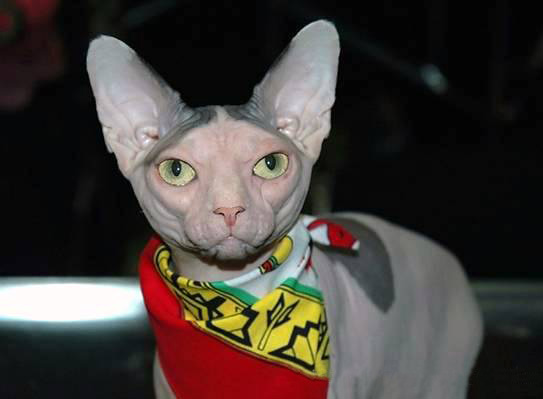
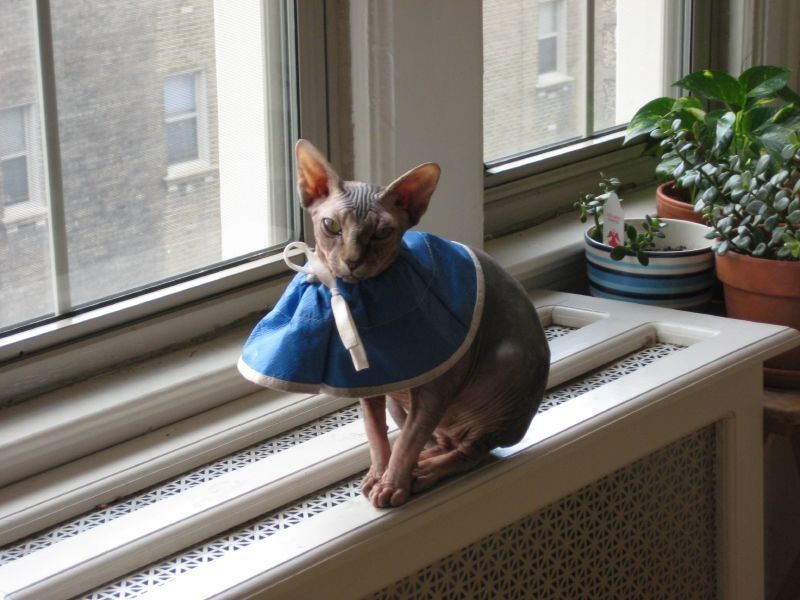
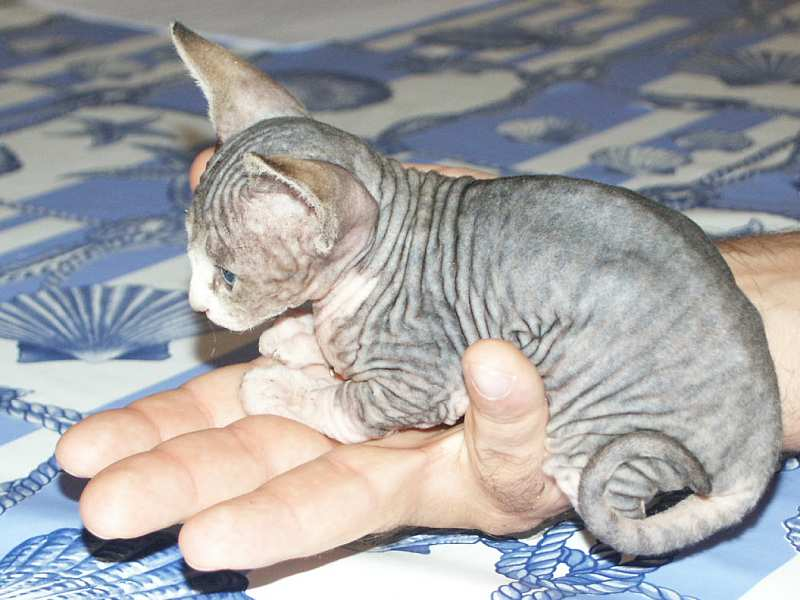
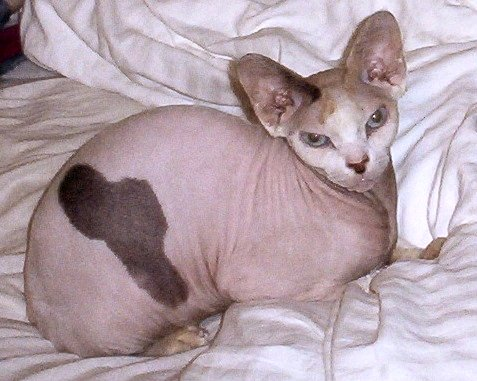
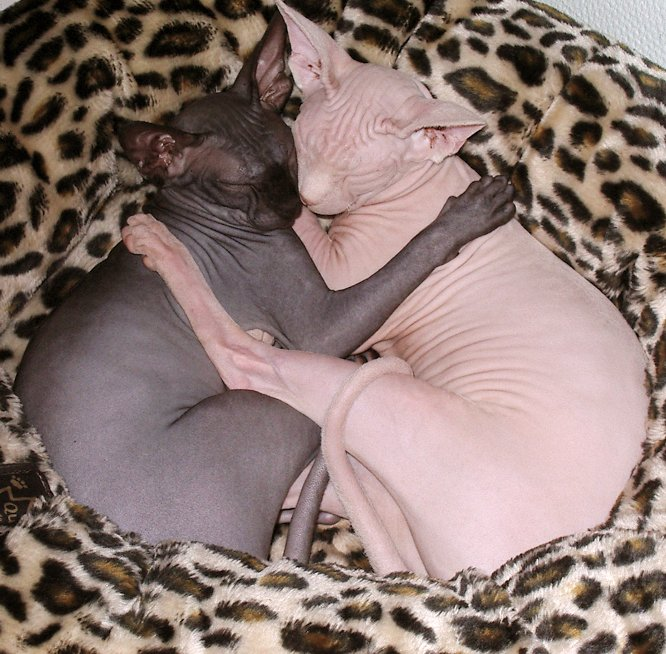
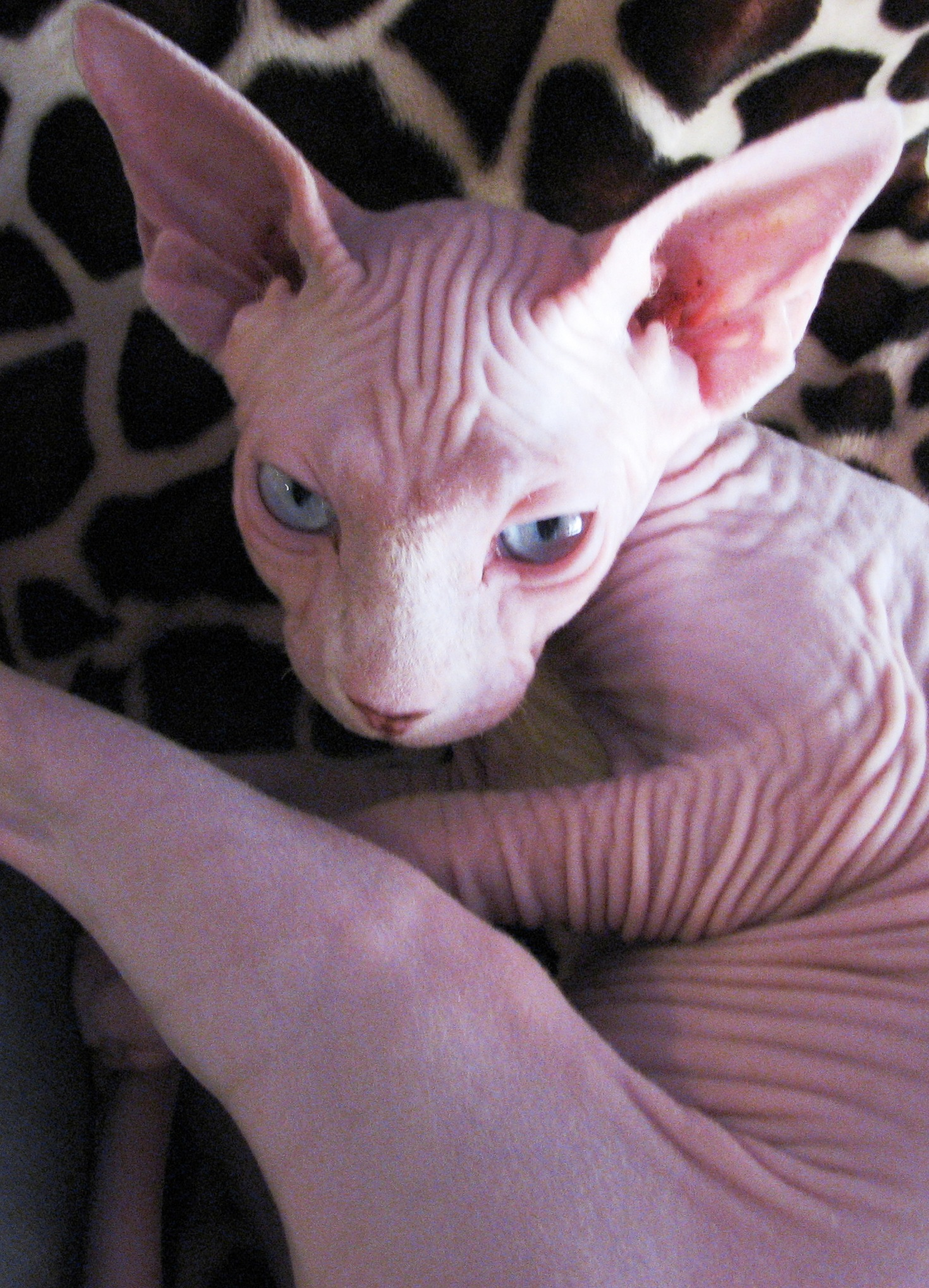
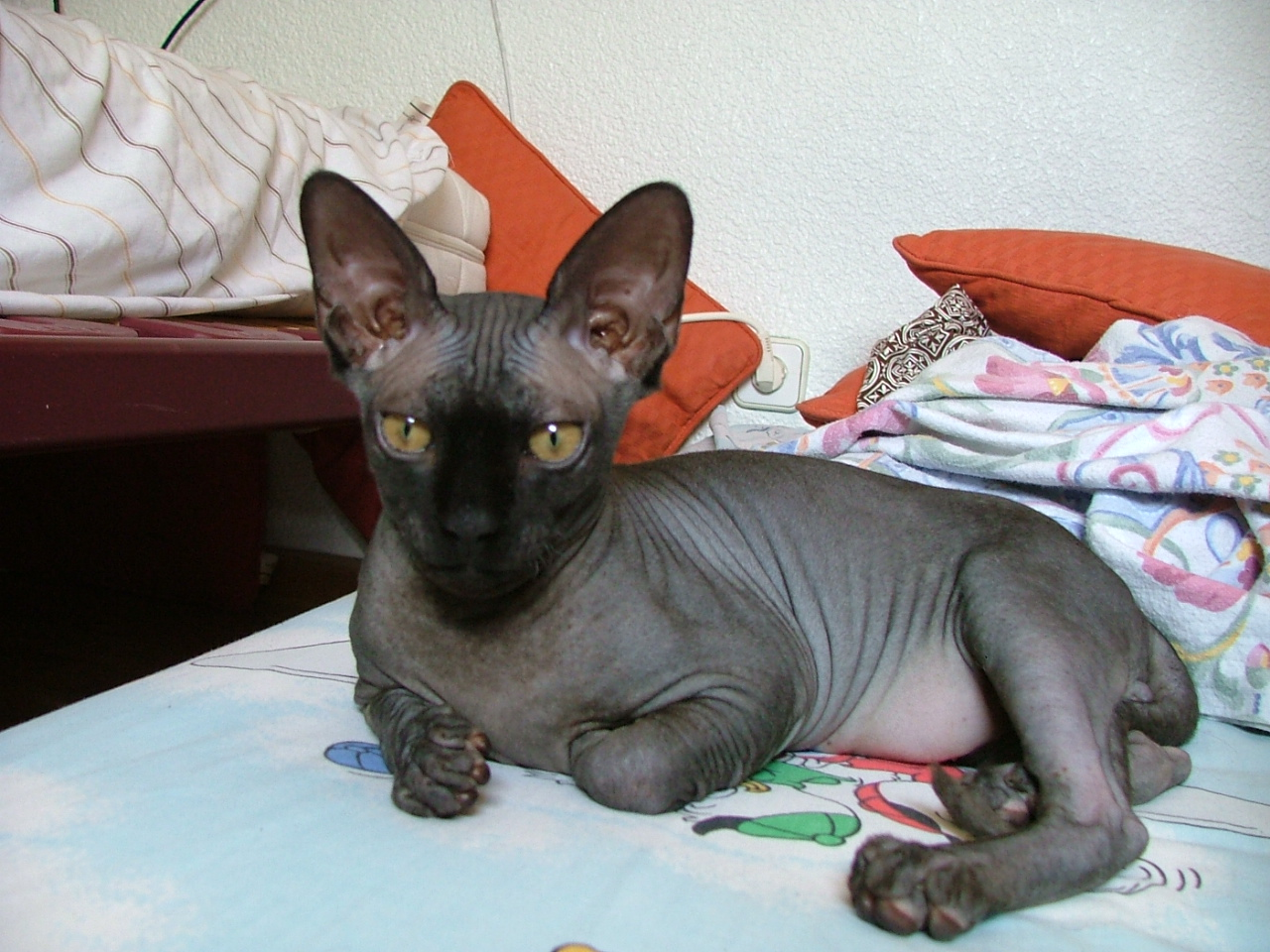